# Hey Jude (album)
Hey Jude – kompilacyjny album zespołu The Beatles wydany 26 lutego 1970 w USA (Capitol SW 385/SO 385) i Europie (oprócz Wielkiej Brytanii) oraz 11 maja 1979 w Wielkiej Brytanii (Parlophone, PCS 7184). Zawiera nagrania z tych singli zespołu wydanych w latach 1964–1969, które nie zostały wcześniej wydane na LP z wyjątkiem nagrań „I Should Have Known Better” i „Can’t Buy Me Love” (ukazały się one na amerykańskiej wersji A Hard Day’s Night, wydanej jednak nie przez Capitol a United Artists).
Oba wydawnictwa, amerykańskie i brytyjskie, są identyczne.

## Historia
Kompilacja Hey Jude nie była dziełem wytwórni Capitol Records. Idea albumu wyszła od producenta muzycznego Allena Kleina i wytwórni Apple Records. W 1969 Klein wynegocjował bardziej lukratywny kontrakt dla zespołu The Beatles i zastanawiał się jak uatrakcyjnić go dodatkowym albumem. Prace nad pomysłem zlecił Allanowi Stecklerowi z Abkco/Apple. Steckler wybrał na planowany album te piosenki, które nie zostały jeszcze wydane przez Capitol, a które były znaczące w karierze zespołu. Skupił się zwłaszcza na ostatnio wydanych singlach, mniej uwagi poświęcając tym wydanym dawniej. Nieobecność piosenek z albumów wydanych przez Capitol była częściowo podyktowana niechęcią The Beatles do umieszczania singli na równoczesnych wydawnictwach albumowych, po części konsekwencją ich umowy z wytwórnią United Artists z 1964, i wreszcie zwyczajem (światowych oddziałów EMI) rekompilacji brytyjskich wydawnictw The Beatles na rynkach lokalnych. Biorąc to pod uwagę Steckler postanowił nie włączać następujących piosenek:
- „A Hard Day’s Night”, który został wydany jako singel przez Capitol oraz jako część amerykańskiej wersji albumu A Hard Day’s Night wydanego przez United Artists,
- „I’m Down” – strony B singla „Help!”, oraz
- „The Inner Light” – strony B singla „Lady Madonna”.

Pominął on poza tym piosenki: „From Me To You”, „Misery” i „There’s a Place”, które po raz pierwszy wydała w USA wytwórnia Vee Jay Records, a których dotąd nie wydał Capitol w wersji albumowej, „Sie Liebt Dich”, niemieckojęzyczną wersję She Loves You” i singlową wersję „Get Back”.
Ponieważ Steckler i Apple byli niezadowoleni z terminu wydania nowej płyty przez Capitol, postanowili sami zająć się jej promocją. Steckler postanowił zabrać taśmy z nagraniami do Sama Feldmana w Bell Sound Studios w Nowym Jorku.
Pierwotnie nowy album miał nosić tytuł The Beatles Again. Jednak tuż przed wydaniem płyty zmieniono go na Hey Jude, w celu jeszcze lepszej promocji singla pod tym samym tytułem, umieszczonego w kompilacji. Decyzja o zmianie nazwy zapadła jednak, gdy nalepki na płytę były już wydrukowane i duża liczba egzemplarzy albumu została sprzedana pod marką Apple z tytułem The Beatles Again. Podobnie było w wypadku kaset, na których również znalazł się ten sam tytuł. Ani przednia ani tylna strona okładki nie zawierała tytułów piosenek, ale większość kopii sprzedano w obwolucie, na której grzbiecie widniał wydrukowany tytuł „Hey Jude”. Próbując uporać się z zamieszaniem, spowodowanym pospiesznie wydrukowanymi nalepkami, na okładki pierwszych egzemplarzy naklejono etykietki z tytułem „Hey Jude”. Edycja albumu z tytułem „The Beatles Again” na nalepce miała nr katalogowy SO-385 (tylko na nalepce, nie na okładce). Późniejsze wydania albumu, już z tytułem „Hey Jude”, miały nr katalogowy SW-385.
Zdjęcia na froncie i z tylu okładki pochodzą z sesji, która miała miejsce z udziałem zespołu 22 sierpnia 1969 w nowej posiadłości Lennona, Tittenhurst Park.
Klein zaaprobował wydanie Hey Jude jako zaakcentowanie obecności The Beatles na rynku w sytuacji, gdy postprodukcja opóźnionego albumu Let It Be przeciągała się. Przekonał członków zespołu, że przedsięwzięcie będzie opłacalne finansowo.
W 2007 Neil Aspinall stwierdził, iż w formie graficznej okładki albumu nastąpiła pomyłka – fotografia umieszczona z tyłu miała być pierwotnie z przodu i odwrotnie, a za zaistniały błąd obciążył Kleina. Nie jest to całkiem prawda. Wiadomo, że istnieją przynajmniej trzy prototypy okładki, z których najwcześniejsza ma fotografie umieszczone „odwrotnie”. Najwidoczniej wydział graficzny był przekonany, iż fotografia, która ostatecznie znalazła się na przedniej stronie okładki, lepiej odpowiadała koncepcji graficznej. Wiele nieznanych szczegółów, związanych z kompilacją Hey Jude zawiera książka eksperta ds. The Beatles, Bruce’a Spizera, The Beatles on Apple Records.
Intensywna kampania reklamowa sprawiła, że na album Hey Jude wpłynęło ponad 2 mln zamówień jeszcze przed rozpoczęciem sprzedaży.
21 marca 1970 album wszedł na 3. miejsce Top 200. Osiągnął pozycję nr. 2, którą zajmował przez 4 tygodnie. Na liście był łącznie 34 tygodnie.
Do maja 1970 sprzedano 3,3 mln egzemplarzy albumu.

## Wydania
Kompilacja Hey Jude ukazała się w wielu krajach, m.in. w USA, Kanadzie, Australii, Hiszpanii, RFN, Francji, Grecji, Japonii, Meksyku i większości krajów Ameryki Południowej. Była również dostępna w innych krajach jako „export” z Wielkiej Brytanii (nr kat. Parlophone/Apple CPCS-106). Choć album był bardzo popularny w USA, nie został początkowo wydany w Wielkiej Brytanii. Popularność wydawnictwa na całym świecie skłoniła ostatecznie wytwórnię Parlophone do wydania Hey Jude również na rynku brytyjskim ale dopiero 11 maja 1979 (nr kat. PCS 7184). Wydanie Hej Jude na rynku brytyjskim oznaczało zarazem zakończenie procesu wydawania całego dorobku nagraniowego The Beatles na albumach (wliczając album Magical Mystery Tour, kompilacje A Collection of Beatles Oldies i brytyjską wersję Rarities), jakkolwiek nadal brakuje niektórych oficjalnie wydanych, alternatywnych mixów). Do momentu wydania kompilacji The Beatles 1967–1970 w 1973, Hey Jude był jedynym wydawnictwem zawierającym piosenkę „Hey Jude” w wersji albumowej lub jako mix stereo. Piosenki „Lady Madonna”, „Rain”, i „Revolution” również zostały wydane po raz pierwszy w wersji stereo na kompilacji Hey Jude. Zanim wydano singel „Get Back” (wiosna 1969), wszystkie single The Beatles były już wydane w wersji mono w USA; album Hey Jude prezentuje wersje stereo piosenek wydanych wcześniej w wersji mono. W niektórych krajach Hey Jude sprzedawano pod pierwotnym tytułem The Beatles Again. Najciekawsza sytuacja miała miejsce w Hiszpanii, ponieważ z albumu usunięto piosenkę „Ballad of John and Yoko” a to z powodu fragmentu tekstu „You can get married in Gibraltar, near Spain”.
W niektórych wersji albumu, wydanych jako kaseta magnetofonowa (Capitol Records 4XJ 385, USA, 1970) strony pierwsza i druga zostały zamienione miejscami. W tej sytuacji tytułowa piosenka „Hey Jude”, która otwierała drugą stronę albumu, w wersji kasetowej znalazła się na początku, rozpoczynając cały materiał muzyczny. Zamiana była podyktowana względami czysto technicznymi; strona druga albumu trwa dłużej niż pierwsza i chodziło o uniknięcie pustego przebiegu taśmy w wypadku kasety.
Album Hej Jude ukazał się w 1993 jako nieoficjalne wydawnictwo w Rosji (nr kat. AnTrop П92 00287-8), w wersji z piosenką „Hej Jude” na początku.
Kiedy nastała era płyt CD, wszystkie oryginalne brytyjskie albumy The Beatles zostały wydane w wersjach kompaktowych. Hey Jude nie doczekał się jak dotąd oficjalnej wersji CD, ponieważ wszystkie utwory na nim zawarte znajdują się bądź na albumie A Hard Day’s Night bądź na kompilacji Past Masters. Mimo to pojawiły się nieoficjalne wydania Hey Jude w wersji CD.

## Lista utworów
Wszystkie utwory, o ile nie zaznaczono inaczej, napisali  John Lennon i Paul McCartney.
Strona pierwsza:
| 1. | „Can’t Buy Me Love”          | 2:19  |
|    |                              |       |
| 2. | „I Should Have Known Better” | 2:39  |
|    |                              |       |
| 3. | „Paperback Writer”           | 2:14  |
|    |                              |       |
| 4. | „Rain”                       | 2:58  |
|    |                              |       |
| 5. | „Lady Madonna”               | 2:14  |
|    |                              |       |
| 6. | „Revolution”                 | 3:21  |
|    |                              |       |
|    |                              | 15:45 |
|    |                              |       |
Strona druga:
| 1. | „Hey Jude”                         | 7:05  |
|    |                                    |       |
| 2. | „Old Brown Shoe” (George Harrison) | 3:16  |
|    |                                    |       |
| 3. | „Don't Let Me Down”                | 3:30  |
|    |                                    |       |
| 4. | „The Ballad of John and Yoko”      | 2:55  |
|    |                                    |       |
|    |                                    | 16:46 |
|    |                                    |       |

## Pozycje na listach najlepiej sprzedających się albumów
| Rok  | Lista                     | Pozycja |
| ---- | ------------------------- | ------- |
| 1970 | Billboard Albums Chart    | 2       |
| 1970 | Record World Albums Chart | 1       |